# POSIX
POSIX (акроним от Portable Operating System Interface X в края маркира UNIX; на български: „Съвместим интерфейс на операционната система“) е съвкупност от стандарти на IEEE, проектирани да поддържат съвместимост между операционните системи, особено Unix-подобни системи.
Стандартът е Single Unix Specification (SUS), който се поддържа от Austin Group.

## История
В началото на 1980 са произведени много UNIX системи. Те се различавали в малки подробности, а производителите на системи не били склонни да си сътрудничат. За да бъде създадена съвместимост между програмите, така че те да работят на някои от различните Unix системи се изисквало много ненужна работа.
SUS (Single UNIX Specification) е създаден по проект в средата на 80-те години, за да се създадат интерфейси на операционни системи за софтуер, предназначен за различните разновидности на стандартната операционна система Unix.